# Где я его видел?
«Где я его́ ви́дел?» — советский рисованный мультфильм из серии о приключениях Весёлых человечков, поставленный режиссёром-мультипликатором Борисом Дёжкиным на студии «Союзмультфильм» в 1965 году. Мультфильм в сатирической форме рассказывает о невыполнении обещаний.

## Сюжет
Однажды в Клуб Весёлых человечков приходит некий паренёк, принёсший заявление о том, чтобы его приняли в клуб. На вопрос Карандаша, председателя клуба, о том, что умеет делать этот товарищ, он заявляет, что умеет делать всё. Карандаш уточняет, сможет ли гость выступить дрессировщиком, и тот обещает, что через неделю вернётся с готовым номером. Буратино, участник клуба, хмурится и пытается вспомнить, где он видел этого мальчика, но тщетно.
Через неделю парень снова приходит в клуб и говорит, что номер с дрессурой — это неинтересно, и через неделю он придумает новый, на этот раз, танцевальный. Карандаш, очень огорчённый данным сообщением, всё же позволяет ему придумать новый номер и через неделю быть готовым. Мальчик опять говорит: «Я обещаю», уходит, а Буратино снова пытается вспомнить, где он его видел.
Минула неделя. Паренёк приходит снова, но, к большому удивлению всех присутствующих в помещении, заявляет, что не приготовил танцевальный номер, и сделает музыкальный. Карандаш, услышав это, приходит в ярость и пытается изгнать мальчика из помещения. Тот, сильно испугавшись, начинает судорожно бегать по комнате и подбегать к каждому члену клуба со словами «Я обещаю!». Карандаш, посоветовавшись с коллегами, принимает решение последний раз поверить ему.
Спустя неделю, в день концерта, парень приходит к Карандашу и на его вопрос «Готово?» отвечает «Да!». Карандаш, обрадовавшись, хвалит его, однако через несколько секунд герой заявляет, что приготовил… фокусы. Карандаш в шоке спрашивает мальчика: «Где музыкальный номер?», и в этот самый момент Буратино радостно кричит о том, что наконец вспомнил, кем является загадочный гость: это — Обещалкин. Обещалкин, понимая, что уже не сможет принять участие в концерте, спрашивает Буратино, состоится ли он.
Придя в зрительный зал, Обещалкин обнаруживает, что все участники концерта высмеяли его в своих номерах. Пожарный, сидевший рядом с юношей, насильно затаскивает его на сцену, и тот признаётся: «Да. Обещалкин — это я. Но я обещаю, что буду не только обещать, но и выполнять».

## История создания
Нарицательное имя персонажа Обещалкина активно использовалось в советской прессе и литературе, как до выхода мультфильма, так и после. 
Первоначальный сценарий картины  предназначался для мультжурнала «Светлячок». Однако подвергся многочисленным изменениям, и в работу была принята только пятая редакция. 
«Где я его видел?» стал вторым опытом режиссера в работе с персонажами Клуба Весёлых Человечков и первой работой с Владимиром Соболевым, который после станет многолетним художником-постановщиком фильмов режиссёра. Часть комедийных находок не попали в окончательную редакцию фильма и были использованы позже в других картинках, например, в «„Метеоре“ на ринге».
В последствие, сценарий мультфильма был использован для нескольких публикаций — журнальной в «Весёлых картинках» №1 за 1966 год; и в виде отдельной книжки «Где я его видел?» в серии «Фильм-сказка» издательства Бюро пропаганды советского киноискусства (также в 1966 году). 

## Создатели
- авторы сценария — Александр Кумма, Сакко Рунге, Борис Дёжкин[6]
- режиссёр — Борис Дёжкин
- композитор — Михаил Меерович
- художник-постановщик — Владимир Соболев
- художники-мультипликаторы: Вадим Долгих, Виктор Арсентьев, Борис Дёжкин,
- оператор — Елена Петрова
- звукооператор — Борис Фильчиков
- ассистенты режиссёра: Галина Любарская, Татьяна Сазонова
- художник-декоратор — Дмитрий Анпилов
- редактор — Пётр Фролов
- директор картины — Фёдор Иванов
- Роли озвучивали:
  - Клара Румянова — Обещалкин / Незнайка
  - Александр Граве — Карандаш
  - Юлия Юльская — Буратино
  - Мария Виноградова — Гурвинек
  - Валентина Сперантова — пожарный